# Emperador Ruizong de Tang
L'emperador Ruizong de Tang (xinès:唐 睿宗) (662 - 716) va regnar com a emperador de la Dinastia Tang en dues etapes, com a cinquè emperador (684 a 690) i com a novè (710 a 712). El seu nom personal era Lǐ Dàn (李 旦), i també va ser conegut amb els noms de Li Xulun (李旭 輪), Li Lun (李 輪), Wu Lun (武 輪), i Wu Dan (武旦).

## Biografia
Va néixer el 22 de juny de 662. Era el vuitè fill de l'emperador Gaozong i el quart fill de l'emperadriu Wu, la segona esposa de l'emperador Gaozong (més tard coneguda com a emperadriu Wu Zetian).
El 664, va ser nomenat comandant a la prefectura de Ji (冀州, aproximadament l'actual Hengshui, a la província de Hebei i del Protectorat general de Chanyu a l'actual Hohhot, província de Mongòlia interior. Es deia que, a mesura que creixia, era reconegut per la seva humilitat, l'amor pels seus germans i el talent en la cal·ligrafia.
Entre el 676 i el 679, es va casar amb la princesa Liu, i va tenir almenys sis fills.

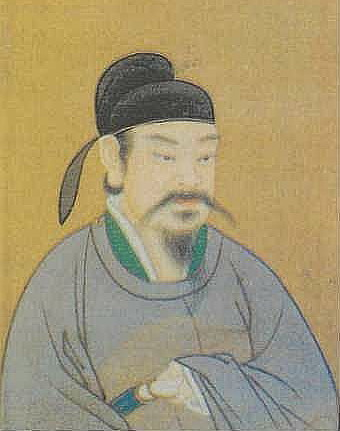
Emperador Ruizong

Va morir el 13 de juliol de l'any 716.
La tomba de l'emperador Ruizong es troba a Qiaoling, comtat de província de Shaanxi.

### Primer regnat (684-690)
Després de la mort de l'emperador Gaozang, qui tenia el poder real, era l'emperadriu Wu. Durant la malaltia de Gaozong, va ocupar el poder el seu setè fill, Liu Zhe que va succeir al seu pare amb el nom d'emperador Zhongzong, però la seva mare al cap de dos mesos el va destituir en favor de Ruizong que va ocupar el poder durant sis anys.
El 690, Ruizong va renunciar al tron en favor de la seva mare Wu Zetian que es va proclamar oficialment a si mateixa "emperadriu, i va ocupar el poder durant el període de 690 a 705, proclamant la seva pròpia dinastia, la dinastia Zhou i interrompent la Dinastia Tang. Ruizong va passar a ser "príncep de la corona" amb el títol de Huangsi - 皇嗣, i va canviar el seu nom per Lun.
Després de 14 anys d'exili, el 705, Zhonggong va tornar ocupar el poder de forma oficial, però els dones de la família imperial seguien jugant un paper essencial en la governança del país.

### Segon regnat (710-712)
A principis de juliol del 710, va morir l'emperador Zhongzong, presumptament enverinat per l'emperadriu Wei, que llavors va nomenar a Li Chongmao el fill més jove de Zhongzong, com a emperador Shang de Tang, però un altre cop d'estat dirigit pel fill de Ruizong va tornar a posar a aquest al tron al 710.
Va governar dos anys i durant aquest període va revertir moltes de les accions de l'emperador Zhongzong i va homenatjar pòstumament moltes persones que van perdre la vida durant els regnats de Wu Zetian i l'emperador Zhongzong. A més, va eliminar milers d'oficials i cortesans a qui l'emperador Zhongzong havia traspassat molt poder, sense haver estat sotmesos a els exàmens oficials.
Malgrat l'oposicó dels seus altres fills va abdicar i passar el poder al seu fill Li Longji, que el va succeir amb el nom d'emperador Xuanzong, novè emperador de la dinastia Tang.